# Usina Hidrelétrica Retiro Baixo
A Usina Hidrelétrica Retiro Baixo é um empreendimento brasileiro para geração de eletricidade, construído no baixo curso do rio Paraopeba, entre municípios mineiros de Curvelo e Pompéu. A área inundada pelo reservatório é de 22,58 km², para uma potência instalada de 82 MW, em duas unidades Kaplan de eixo vertical, com potência unitária de 41 MW. O mesmo rio Paraopeba, alguns quilômetros a jusante da UHE Retiro Baixo, deságua no lago da Usina Hidrelétrica de Três Marias.

## Construção
O empreendimento foi construído pela empresa Retiro Baixo Energética S/A (RBE), formada por Furnas(49%), Orteng Equipamentos e Sistemas(25,5%), Logos Engenharia S/A (15,5%) e Arcadis Logos Energia S/A (10%).
O projeto básico do empreendimento sofreu, desde sua concepção, uma mudança que prevê a aproximação do vertedouro das estruturas do circuito hidráulico de geração e do leito do Rio Paraopeba. O motivo do rearranjo foi diminuir a possibilidade de criação de um grande bolsão de água parada entre os dois pontos da hidrelétrica. Essa configuração causaria a mortandade de peixes, além de favorecer o aparecimento de vetores transmissores de doenças.

## Meio Ambiente
Também a implantação de uma escada de peixes, que inclui um elevador para retirada dos animais que se aglomeram próximos à casa de força durante o período de manutenção (parada das máquinas) é uma inovação do projeto de Retiro Baixo na área de meio ambiente. Para chegar a esse modelo de resgate da ictiofauna, o consórcio firmou convênio com a Universidade Federal de Minas Gerais (UFMG), que montou um modelo reduzido da usina, simulou a velocidade da água e levou peixes da região da barragem para testes. Os resultados indicaram a necessidade de uma grade à jusante das comportas dos tubo de sucção para evitar a entrada de peixes nas máquinas. Esse dispositivo será programado para entrar em operação em até seis minutos após a parada da unidade.